# Resolutie 1163 Veiligheidsraad Verenigde Naties
Resolutie 1163 van de Veiligheidsraad van de Verenigde Naties werd unaniem door de VN-Veiligheidsraad aangenomen op 17 april 1998.

## Achtergrond
Begin jaren 1970 ontstond een conflict tussen Spanje, Marokko, Mauritanië en de Westelijke Sahara zelf over de Westelijke Sahara dat tot dan in Spaanse handen was. Marokko legitimeerde zijn aanspraak op basis van historische banden met het gebied. Nadat Spanje het gebied opgaf bezette Marokko er twee derde van. Het land is nog steeds in conflict met Polisario dat met steun van Algerije de onafhankelijkheid
blijft nastreven. Begin jaren 1990 kwam een plan op tafel om de bevolking van de Westelijke Sahara via een volksraadpleging zelf te laten beslissen over de toekomst van het land. Het was de taak van de VN-missie MINURSO om dat referendum op poten te zetten. Het plan strandde later echter door aanhoudende onenigheid tussen de beide partijen waardoor ook de missie nog steeds ter plaatse is.

## Inhoud

### Waarnemingen
Marokko en Polisario waren akkoord over het VN-plan voor de westelijke Sahara dat een volksraadpleging voor zelfbeschikking inhield die georganiseerd werd door de MINURSO-missie.

### Handelingen
Het mandaat van die missie werd verder verlengd tot 20 juli, om het identificatieproces van stemgerechtigden af te ronden. De Veiligheidsraad moest nog beslissen over het verzoek om bijkomende militairen en politie voor de missie. De landen Marokko, Algerije en Mauritanië werd gevraagd om hiervoor een status of forces-akkoord te sluiten met secretaris-generaal Kofi Annan. Laatstgenoemde werd bovendien gevraagd om elke 30 dagen opnieuw te rapporteren over de vooruitgang van MINURSO.

## Verwante resoluties
- Resolutie 1133 Veiligheidsraad Verenigde Naties (1997)
- Resolutie 1148 Veiligheidsraad Verenigde Naties
- Resolutie 1185 Veiligheidsraad Verenigde Naties
- Resolutie 1198 Veiligheidsraad Verenigde Naties

Lijst ·  1147 ·  1148 ·  1149 ·  1150 ·  1151 ·  1152 ·  1153 ·  1154 ·  1155 ·  1156 ·  1157 ·  1158 ·  1159 ·  1160 ·  1161 ·  1162 ·  1163 ·  1164 ·  1165 ·  1166 ·  1167 ·  1168 ·  1169 ·  1170 ·  1171 ·  1172 ·  1173 ·  1174 ·  1175 ·  1176 ·  1177 ·  1178 ·  1179 ·  1180 ·  1181 ·  1182 ·  1183 ·  1184 ·  1185 ·  1186 ·  1187 ·  1188 ·  1189 ·  1190 ·  1191 ·  1192 ·  1193 ·  1194 ·  1195 ·  1196 ·  1197 ·  1198 ·  1199 ·  1200 ·  1201 ·  1202 ·  1203 ·  1204 ·  1205 ·  1206 ·  1207 ·  1208 ·  1209 ·  1210 ·  1211 ·  1212 ·  1213 ·  1214 ·  1215 ·  1216 ·  1217 ·  1218 ·  1219